# 入江為守
入江 為守（いりえ ためもり、1868年5月12日〈慶応4年4月20日〉 - 1936年〈昭和11年〉3月19日）は、明治時代から昭和時代前期にかけて活躍した日本の貴族院議員、官僚、歌人。位階・勲等は、正二位勲一等。子爵。昭和天皇の侍従長を務めた入江相政は為守の三男。

## 略歴
京都に冷泉為理の四男として生まれ、後に入江為福の養子となる。母は柳原隆光の娘・よし。幼名は太美麿。妻は柳原前光の娘・信子。
1875年（明治8年）2月22日、家督を継承し、1884年（明治17年）7月8日、子爵を叙爵した。1897年（明治30年）7月10日、貴族院議員となり、1914年（大正3年）4月29日まで在任。
また、東宮侍従長となり、1926年（昭和元年）12月25日の昭和天皇践祚に伴い侍従次長に就任した。翌1927年（昭和2年）3月3日に辞し、3月4日に皇太后宮大夫に就任した。
その間の1915年（大正4年）からは御歌所長も兼ね、『明治天皇御集』、『昭憲皇太后御集』編集事業を完成させた。

## 栄典
- 1924年（大正13年）1月26日 - 勲一等瑞宝章[9]
- 1931年（昭和06年）3月20日 - 帝都復興記念章[10]

## 書
- 山形県酒田市日和山公園の最上川歌碑（昭和天皇御歌）は、東宮侍従長当時の入江の書である[11]。